# Maccabi Bene Rajna
Maccabi Bene Rajna (hebr. מכבי בני ריינה, Maccabi Bnei Reina) – izraelski klub piłkarski, mający siedzibę w mieście Ar-Rajna, na północy kraju, grający od sezonu 2022/23 w rozgrywkach Ligat ha’Al.

## Historia
Chronologia nazw:
- 2005: Maccabi Bene Rajna
- 2008: klub rozwiązano
- 2016: Maccabi Bene Rajna

Klub piłkarski Maccabi Bene Rajna został założony w miejscowości Ar-Rajna w 2005 roku. Wcześniej w od początku lat 70. w niższych ligach grała miejscowa drużyna piłkarska Hapoel Kfar Rajna. W latach 90. XX wieku grał w najniższej piątej Lidze Gimel, ale nie osiągał znaczących osiągnięć. 
W swoim pierwszym sezonie 2005/06 Maccabi Bene Reina startował w grupie Galilea Zachodnia Ligi Gimel (D6), zajmując 5.miejsce. Po zakończeniu sezonu 2007/08 zespół został sklasyfikowany na 14.pozycji w grupie Galilea Górna, po czym został zdegradowany oraz rozwiązany. 
W 2016 roku klub został kupiony przez lokalnego biznesmena Saeeda Basula, który zdecydował się zainwestować w drużynę i jej zawodników, a w debiutowym sezonie 2016/17 zespół zwyciężył w grupie Jezreel Ligi Gimel (D5) i awansował do Ligi Bet (D4). W swoim pierwszym sezonie 2017/18 zajął dziewiąte miejsce w grupie Północ B czwartej ligi. W sezonie 2018/19 zespół uplasował się na siódmej pozycji.
W sezonie 2019/20 klub jako czwarto-ligowiec pokonał 6 rund i zakwalifikował się do 1/8 finału Pucharu Izraela, gdzie przegrał 1:3 z Beitarem Jerozolima.
Z powodu wybuchu globalnej epidemii COVID-19 sezon po 25. kolejce Ligi Bet został zatrzymany, a drużyna została sklasyfikowana na drugim miejscu w rupie Północ B. Decyzją sądu z 23 września 2020 roku klub otrzymał awans do Ligi Alef (D3) kosztem klubu Ironi Neszer, mimo że drużyny nie rozegrały między sobą barażów. W sezonie 2020/21 wygrał dywizję północną Ligi Alef i zdobył promocję do Ligi Leumit, drugiej w hierarchii ligi w kraju. W swoim debiutowym pierwszym sezonie 2021/22 zespół zwyciężył w drugiej lidze i po raz pierwszy w swojej historii zdobył awans do Ligat ha’Al.

## Barwy klubowe, strój, herb, hymn
|  |  |

Klub ma barwy niebiesko-żółte. Piłkarze domowe spotkania zazwyczaj grają w niebieskich koszulkach, niebieskich spodenkach oraz niebieskich getrach.

## Sukcesy

### Trofea międzynarodowe
Nie uczestniczył w rozgrywkach europejskich (stan na 31-05-2022).

### Trofea krajowe
| \| \| Zdobyte trofea w rozgrywkach Izraela (stan na: 31-05-2022) \| |                                                            |      |          |
| Rozgrywki                                                           | Osiągnięcie                                                | Razy | Sezon(y) |
| Mistrzostwo                                                         | I miejsce                                                  | 0    |          |
| Mistrzostwo                                                         | II miejsce                                                 | 0    |          |
| Mistrzostwo                                                         | III miejsce                                                | 0    |          |
| Mistrzostwo                                                         | ?.miejsce                                                  | 1    | 2022/23  |
| Puchar                                                              | zdobywca                                                   | 0    |          |
| Puchar                                                              | finalista                                                  | 0    |          |
| Puchar                                                              | 1/8 finału                                                 | 1    | 2019/20  |
| II liga                                                             | I miejsce                                                  | 1    | 2021/22  |
| II liga                                                             | II miejsce                                                 | 0    |          |
| II liga                                                             | III miejsce                                                | 0    |          |
| Izrael                                                              | Zdobyte trofea w rozgrywkach Izraela (stan na: 31-05-2022) |      |          |

- Liga Alef (D3):
  - mistrz (1x): 2020/21 (Północ)

## Poszczególne sezony

### Rozgrywki krajowe
| \| Izrael \| Bilans występów klubu w rozgrywkach piłkarskich Izraela (Stan na 31 maja 2022 r.) \| \| |                                                                                   |        |       |   |   |   |    |    |     |           |        |        |      |
| Poziom                                                                                               | Rozgrywki                                                                         | Sezony | Mecze | Z | R | P | B+ | B– | Pkt | Lata      | Awanse | Spadki | Naj. |
| I | Liga Leumit/ha’Al                                                                 | 1      |       |   |   |   |    |    |     | od 2022   | 0      | 0      |      |
| II                                                                                                   | Liga Alef/Arcit/Leumit                                                            | 1      |       |   |   |   |    |    |     | 2021/22   | 1      | 0      | 1    |
| III                                                                                                  | Liga Gimel/Bet/Alef/Arcit/Alef                                                    | 1      |       |   |   |   |    |    |     | 2020/21   | 1      | 0      | 1    |
| IV                                                                                                   | Liga Gimel/Bet/Alef/Bet                                                           | 3      |       |   |   |   |    |    |     | 2017–2020 | 1      | 0      | 2    |
| | Puchar                                                                            | 6+     |       |   |   |   |    |    |     | od 2005   |        |        | 1/8  |
| Izrael                                                                                               | Bilans występów klubu w rozgrywkach piłkarskich Izraela (Stan na 31 maja 2022 r.) |        |       |   |   |   |    |    |     |           |        |        |      |

## Piłkarze, trenerzy, prezydenci i właściciele klubu

### Piłkarze

#### Aktualny skład zespołu
Stan na8 lipca 2022
| Nr | Poz. | Piłkarz           |
| -- | ---- | ----------------- |
| 3  | OB   | Sambinha          |
| 5  | OB   | Alon Ginat        |
| 6  | PO   | Ali Abbas         |
| 7  | NA   | Ahmed Abed        |
| 8  | PO   | Richard Boateng   |
| 9  | NA   | Shlomi Azulay     |
| 10 | NA   | Muflah Shalata    |
| 11 | NA   | Osama Khalaila    |
| 12 | OB   | Dolev Azruel      |
| 13 | OB   | Lukas Spendlhofer |
| 16 | PO   | Yaniv Brik        |
| 17 | NA   | Loai Hilef        |

| Nr | Poz. | Piłkarz          |
| -- | ---- | ---------------- |
| 18 | PO   | Issac Nortey     |
| 19 | PO   | Ołeksandr Nojok  |
| 22 | BR   | Arik Yanko       |
| 23 | PO   | Namir Aga        |
| 26 | NA   | Amit Zenati      |
| 27 | OB   | Ashraf Rabah     |
| 29 | OB   | Eyad Hutba       |
| 50 | NA   | Lazar Jovanović  |
| 53 | BR   | Mohammed Abu Nil |
| 55 | OB   | Nir Bardea       |
| 77 | PO   | Ruslan Barsky    |
| 90 | PO   | Guy Hadida       |

### Trenerzy
...
- 30.12.2020–7.09.2022:  Adham Hadiya
- od 8.09.2022:  Sharon Mimer

## Struktura klubu

### Stadion
Klub piłkarski rozgrywa swoje mecze domowe na stadionie miejskim w Ar-Rajnie, który może pomieścić 2.500 widzów.

## Kibice i rywalizacja z innymi klubami

### Derby
- Maccabi Ahi Nazaret
- Hapoel Afula
- Maccabi Ironi Kirjat Atta
- Hapoel Hajfa
- Maccabi Hajfa